# Claudio Alcívar
Geovanni Claudio Alcívar Cedeño (Flavio Alfaro, 15 luglio 1966) è un ex calciatore ecuadoriano, di ruolo difensore.